# Burg Weidach
Die Burg Weidach ist eine abgegangene Burg bei dem Ortsteil Weidach der Gemeinde Blaustein im Alb-Donau-Kreis in Baden-Württemberg. Von der ehemaligen Burganlage ist nur noch ein Schutthaufen zu sehen.